# Corennys notatipes
Corennys notatipes là một loài bọ cánh cứng trong họ Cerambycidae.